# Lackadaisy (film)
Lackadaisy – amerykański niezależny animowany film krótkometrażowy oparty na komiksie internetowym o tej samej nazwie autorstwa Tracy J. Butler. Film został wyreżyserowany przez Fable Siegel, która jest również współautorką scenariusza z Butler. Fabuła opisuje rywalizację między tytułowym speakeasy i gangiem Marigold, dwiema grupami, które przemycają alkohol w czasach prohibicji. Film krótkometrażowy został udostępniony w serwisie YouTube 29 marca 2023 r. i został sfinansowany przez crowdfunding w ramach kampanii na Kickstarterze. Spotkał się z szerokim uznaniem za animację, dubbing, muzykę, postacie i dokładność historyczną.

## Fabuła
W zamieszkałym przez koty St. Louis, podczas prohibicji w 1927 roku, przemytnik Roark „Rocky” Rickaby gra na skrzypcach, recytując swój poetycki pamiętnik nad rzeką Missisipi. Po zakończeniu recitalu Rocky dołącza do swojego kuzyna Calvina „Freckle” McMurraya i ich bliskiej przyjaciółki Ivy Pepper, aby wykopać trumnę wypełnioną whisky od jednego z ich dostawców. Zanim załadują butelki do samochodu, wpadają w zasadzkę konkurencyjnego gangu Marigold, składającego się z byłego członka Lackadaisy, Mordechaja Hellera i rodzeństwa Cajun Savoy: Nikodema i Serafiny. Podczas pościgu Freckle unieszkodliwia samochód Marigold swoim Tommy gunem, ale Mordecai zmusza ich do zjechania z drogi do kamieniołomu Sable'a.
Trio znajduje schronienie, a Ivy naprawia samochód, podczas gdy Freckle powstrzymuje Mordechaja. Rocky błąka się po kamieniołomie i udaje mu się zmusić koparkę parową do samodzielnej jazdy, jednocześnie maniakalnie rzucając dynamitem, aby odepchnąć gang Marigold, przypadkowo powodując powódź poprzez zniszczenie wieży ciśnień. Wszystkim udaje się jednak uciec. Mordechaj celuje w grupę, gdy odjeżdżają, ale decyduje się nie strzelać po zauważeniu Ivy za kierownicą.
W Speakeasy Lackadaisy właścicielka Mitzi May wyraża swoje żale do portretu jej zmarłego męża Atlasa, wspominając, jak wielki był kiedyś ich biznes. Spotyka się ze swoimi pracownikami i gościem, Sedgewickiem „Wickiem” Sable, właścicielem kamieniołomu. Prosi go o pomoc finansową, choć ten grzecznie odmawia, aby zachować swój publiczny wizerunek wobec społeczności. Rocky, Freckle i Ivy wracają z tylko trzema nienaruszonymi butelkami z walki. Sprzeciwiając się staraniom Rocky'ego o akceptację, Mitzi niechętnie wyraża niezadowolenie z niewielkiej ilości odzyskanej zawartości, ale stwierdza, że jest szczęśliwa, że wrócili bezpiecznie. Rocky i inny muzyk Zib grają muzykę, podczas gdy Ivy wykonuje taniec z Frecklem, podczas którego Mitzi wspomina, jak dobrze prosperujący był klub w czasach Atlasa.
W scenie po napisach końcowych Mordechaj dzwoni do swojego przełożonego Asy Sweeta i zgłasza, że jemu i Savoyom nie udało się odzyskać dostaw, a jeden z ich dostawców przekroczył ich, by sprzedać Lackadaisy'emu. Sweet sugeruje, że być może będą musieli rozwiązać ten luźny koniec, zanim rząd dowie się o ich operacji.

## Obsada głosowa
- Michael Kovach jako Roark „Rocky” Rickaby,
- Belsheber Rusape jako Calvin „Freckle” Mcurray,
- Lisa Reimold jako Ivy Pepper,
- SungWon Cho jako Mordecai Heller,
- Ashe Wagner jako Mitzi May,
- Bradley Gareth jako Sedgewick „Wick” Sable,
- Valentine Stokes jako Dorian „Zib” Zibowski,
- Jason Marnocha jako Viktor Vasko,
- Marnocha wciela się również w Asę Sweeta,
- Walter Tomas Vitola jako Horatio Bruno,
- Benni Latham jako Serafine Savoy,
- Malcolm Ray jako Nicodeme Savoy,
- Ray podkłada również głos pod puzonistę J.J.[3]

## Produkcja i wydanie
W 2020 roku film krótkometrażowy został sfinansowany społecznościowo za pośrednictwem kampanii na Kickstarterze. Kampania pierwotnie miała na celu zebranie 85 000 dolarów na stworzenie dziesięciominutowego filmu krótkometrażowego, ale osiągnęła czterokrotność zamierzonego budżetu. Według twórców ponad 160 „wykwalifikowanych artystów z całego świata” stało się częścią produkcji filmu krótkometrażowego.
Zwiastun został udostępniony w serwisie YouTube 16 stycznia 2023 r., a właściwy film krótkometrażowy 29 marca. 11 lipca ogłoszono, że film doczeka się pierwszego pokazu kinowego, po którym 2 sierpnia w kinie Secret Movie Club w Los Angeles odbędzie się spotkanie na żywo z twórcami.

## Odbiór
Film krótkometrażowy spotkał się z szerokim uznaniem krytyków. Przed premierą Samantha King z Screen Rant stwierdziła, że „podbije serca ... fanów komiksów ... [i] animacji” oraz uchwyci urok i styl oryginalnego komiksu internetowego. Mercedes Milligan z Animation Magazine opisała go jako „bardzo oczekiwany”, Rob Bricken z Gizmodo jako wyglądający „niesamowicie” i Madeline Carpou z The Mary Sue opisując go jako „uroczy i zabawny”. Po premierze filmu Jamie Lang z Cartoon Brew opisał „bardzo urocze” efekty pozostałe po procesie animacji oraz „znaczące różnice estetyczne” między komiksem internetowym a filmem. BJ Colangelo opisał go jako „absurdalnie imponujący”, chwaląc projekty postaci i animację, nazywając go „kolejną wielką rzeczą w animacji dla dorosłych” i argumentując, że studia byłyby „głupie”, gdyby zrezygnowały z filmu, który stał się serialem.

## Kontynuacja

### Teledysk
5 sierpnia 2023 r. ukazał się teledysk oparty na filmie krótkometrażowym zatytułowany „Liquid Gold” autorstwa angielskiego artysty PARANOiD DJ z udziałem Michaela Kovacha, Belsheber Rusape i Lisy Reimold.

### Serial internetowy
Po sukcesie filmu krótkometrażowego, pod koniec lipca 2023 r. na platformie BackerKit rozpoczęła się kampania crowdfundingowa na rzecz animowanego serialu internetowego, a zwiastun pierwszego sezonu serialu został opublikowany na YouTube. Serial osiągnął swój cel 1 000 000 dolarów w tydzień po rozpoczęciu kampanii, z wystarczającą ilością pieniędzy, aby sfinansować pełny 5-odcinkowy pierwszy sezon. Do końca kampanii pod koniec sierpnia 2023 r. Iron Circus otrzymał 2 008 728 dolarów od ponad 16 000 wspierających, co zaowocowało dodaniem 3 mini-odcinków, a także zestawów Blu-ray zawierających pierwszy sezon, a także film pilotażowy/krótkometrażowy. Serial jest obecnie w produkcji, ma zadebiutować w 2024 r..